# Grantismo

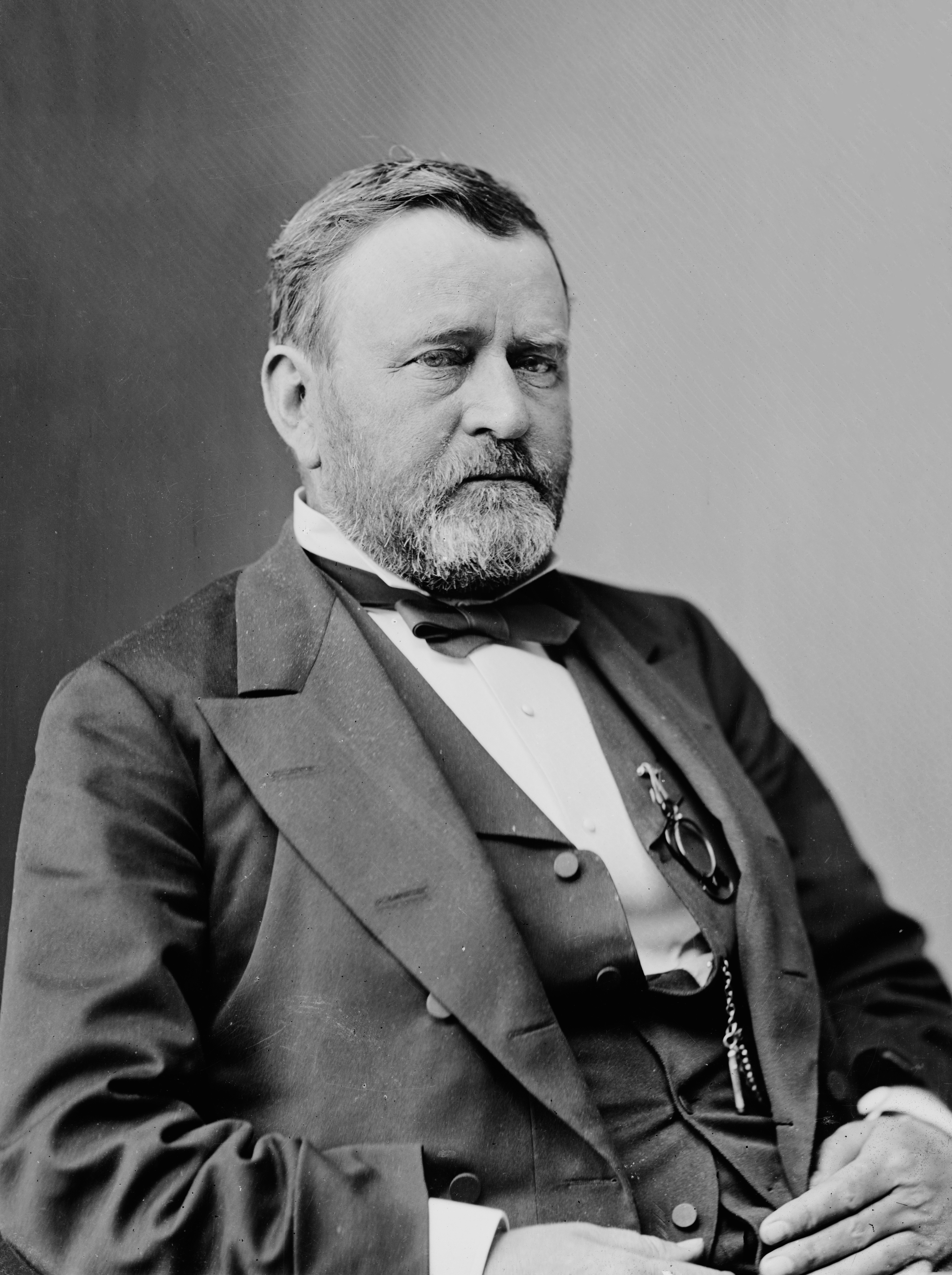
Presidente Ulysses S. Grant, de quien se acuñó el término.

El Grantismo (del inglés, Grantism) es una expresión burlona originada en Estados Unidos que se refiere a la incompetencia política, la corrupción, y los fraudes, durante la administración del presidente Ulysses S. Grant. Su presidencia, de 1869 a 1877, estuvo caracterizada por muchos escándalos y actividades fraudulentas que estuvieron asociadas con personas dentro de su administración, incluyendo a su gabinete, el cual estuvo en transición continua, dividido por las fuerzas de reforma y corrupción política. Entre ellos están: el Viernes Negro, la corrupción en el Departamento del Interior, el incidente Sanborn, y el Anillo de Whiskey. El escándalo de Credit Mobilier of America, a pesar de que expuesto durante su administración, no es considerado un escándalo propiamente de Grant.
El término "Grantismo" fue acuñado por sus adversarios políticos y por los denominados Lost Causers. Algunos historiadores han defendido a Grant, argumentando que fue el primer presidente en establecer la Comisión de Servicio Civil, además de tener reformistas en su gabinete, y acabó con el sistema corrupto de los recaudadores de impuestos privados que se enriquecían por tomar un porcentaje de impuestos morosos. Los rivales de Grant quisieron quebrantar la integridad moral de su administración y su aplicación de derechos civiles de los afroestadounidenses durante la Reconstrucción.
Grant, quien confiaba en los asociados, estuvo influenciado por ambos lados. Los estándares en muchos de sus nombramientos eran bajos, y los cargos de corrupción eran esparcidos. A pesar de que no estuvo implicado de manera directa en estos escándalos, las asociaciones del presidente con personas de carácter cuestionable y su dependencia en el amiguismo, nepotismo, y el patronaje político aumento las acusaciones de "Grantismo". Los historiadores están de acuerdo que la corrupción en la administración de Grant se debió a los nombramientos de gente inexperta, principalmente de familia y amigos cercanos, y permanecer perplejo por qué protegió a su secretario personal Orville E. Babcock.

## Orígenes

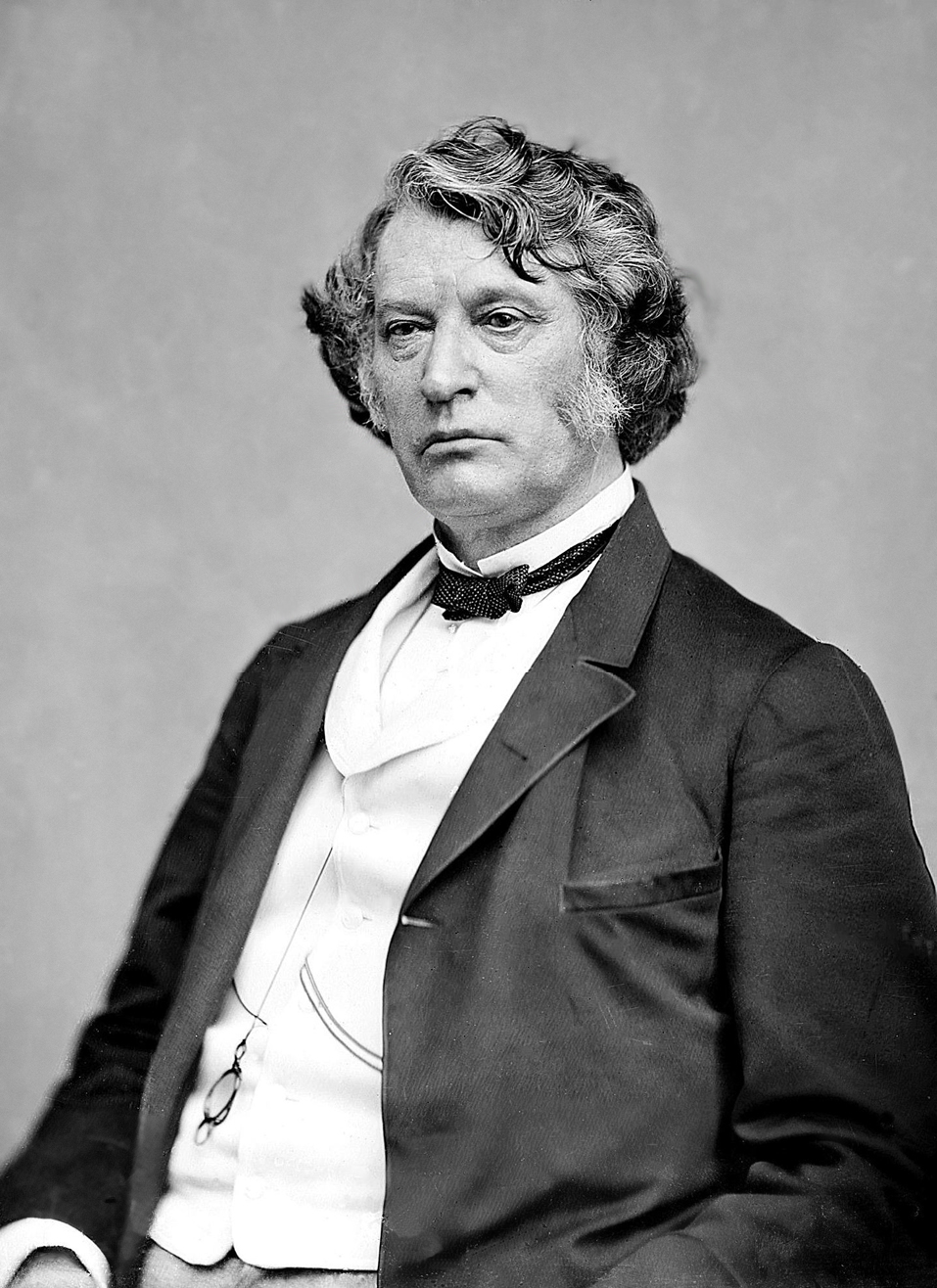
El senador de los EE. UU. Charles Sumner (1851-1874) en una fotografía por Mathew B. Brady, 1865

El término grantismo fue acuñado por el senador republicano de Massachusetts Charles Sumner en un discurso el 31 de mayo de 1872, un año de elección presidencial. Sumner lo utilizó para diferenciar el Partido Republicano de Grant. Grant y Sumner habían sido enemigos políticos desde la negativa de Sumner de anexionar Santo Domingo (República Dominicana) a los Estados Unidos. Sumner acusó a Grant de patronaje político, nepotismo, y de ser un autócrata como Julio César.
Sumner acusó a Grant de obstaculizar la soberanía nacional de los afroamericanos en el Caribe con la propuesta de anexión de Santo Domingo. Sumner también se molestó por el hecho de que Grant utilizó a su secretario personal para establecer relaciones internacionales con Santo Domingo, en lugar del Ministerio de relaciones exteriores y el Congreso. Sumner resumió el grantismo como un gobierno despótico de un hombre y su voluntad. Los largos discursos fueron utilizado como plataforma política para el Partido Republicano Liberal y nombraron a Horace Greeley como el candidato a la presidencia del partido en 1872.

## Grant como reformista
El historiador Louis Arthur Coolidge notó que a pesar de que Grant tuvo críticos, incluyendo a Sumner, respecto al patronaje presidencial,  sería el primer presidente en defender y firmar en ley la reforma de servicio civil el 4 de marzo de 1871. Grant dijo que la "elevación y purificación del servicio civil en el gobierno será bienvenido con aprobación por todas las personas de los Estados Unidos". Los historiadores H. Wayne Morgan y Ari Hoogenboom mencionan que la reputación de la presidencia de Grant como corrupta ha sido exagerada. Grant colocó al reformista George William Curtis como jefe de la comisión de servicio civil instaurada para establecer controles y para asegurar la persona mejor cualificada tomara cargó. Además de firmar la reforma de servicio civil, Grant limitó y finalmente abolió el sistema moiety, en el que particulares contratados como agentes de ingresos de tesoro recibían un porcentaje de los impuestos morosos declarados y recolectados.

## Definiciones modernas
Los Republicanos Liberales definieron la "corrupción en el gobierno" como significado de Grantismo entre 1873 y 1875. Los Republicanos Liberales cesaron para existir después de que el partido Democráta obtuviera una mayoría en la Cámara de Representantes de Estados Unidos desde 1875 hasta 1881. Después de obtenerel control de la Casa, los Demócratas lanzaron una serie de investigaciones sobre la corrupción en la administración Grant de 1875 a 1876. Actualmente, se define como "Grantismo" a cualquier corrupción política y codicia en el gobierno. Durante la presidencia de Grant, muchos de su asociados participaron en el dopaje de precios y en la evasión de impuestos. Más generalmente, "Grantismo" también puede referirse a grandes empresas socavando el control democrático del gobierno local y nacional.